# Заболотна Валентина Ігорівна
Валенти́на І́горівна Заболо́тна (8 січня 1940, Київ — 13 жовтня 2016, Київ) — театральний та кінокритик, театрознавець. Кандидат мистецтвознавства (1985). Заслужений діяч мистецтв України (1993). Засновниця театральної премії «Бронек».

## Біографія
Народилася 8 січня 1940 року в Києві в родині театральних діячів. Онука Амвросія Бучми. Закінчила Київський державний інститут ім. І. Карпенка-Карого, театрознавчий факультет (1962), де в подальшому викладала. Професор.
Автор багатьох статей, телепередач, кіносценаріїв про Івана Кочергу (1974), Лесю Українку (1975) тощо, монографії «Амвросій Бучма» (1984).
Член Національної спілки театральних діячів України.